# Люспеста райска птица
Люспестата райска птица (Pteridophora alberti) е вид птица от семейство Райски птици (Paradisaeidae), единствен представител на род Pteridophora.

## Разпространение и местообитание
Разпространен е в Индонезия и Папуа Нова Гвинея.